# Kazachse voetbalbeker 1997/98
1997-98 was het zesde seizoen van de Beker van Kazachstan. De 14 deelnemende ploegen streden van 15 juni 1997 t/m 10 juni 1998 in een knock-outsysteem. Alle rondes (behalve de finale) bestonden uit een heen- en een terugwedstrijd.

## Achtste finale
De wedstrijden werden gespeeld op 15 & 21 juni 1997.
| Thuisclub                     | Uitslag | Uitslag | Uitclub                |
| ----------------------------- | ------- | ------- | ---------------------- |
| Avtomobïlïst FK Şortandı      | 0-1     | 2-0     | Bolat FK Temirtaw      |
| Celïnnïk FK Astana            | 3-0     | 1-4     | Elimay FK Semey        |
| Qayrat FK Almatı              | 5-0     | 1-1     | Jiger FK Şımkent       |
| Qaysar-Hurricane FK Qızılorda | 1-0     | 1-0     | Aqtöbe FK              |
| Ulıtaw FK Jezqazğan           | 0-2     | 0-3     | Şaxter-Ïspat-Karmet FK |
| Vostok-Ädil FK Öskemen        | 0-1     | 0-1     | Batır FK Ekibastuz     |
| vrijgeloot                    |         |         | Ertis FK Pavlodar      |
| vrijgeloot                    |         |         | Taraz FK               |

## Kwartfinale
De wedstrijden werden gespeeld op 15, 20 juni, 15, 25 augustus, 8 & 12 oktober 1997.
| Thuisclub                | Uitslag | Uitslag | Uitclub                       |
| ------------------------ | ------- | ------- | ----------------------------- |
| Avtomobïlïst FK Şortandı | 1-1     | 1-2     | Qayrat FK Almatı              |
| Batır FK Ekibastuz       | 0-1     | 1-3     | Qaysar-Hurricane FK Qızılorda |
| Şaxter-Ïspat-Karmet FK   | 1-6     | 0-1     | Astana FK 1                   |
| Taraz FK                 | 2-2     | 0-1     | Ertis FK Pavlodar             |

1 Celïnnïk FK Astana heet m.i.v. juli 1997 Astana FK.

## Halve finale
De wedstrijden werden gespeeld op 10 & 23 mei 1998.
| Thuisclub                     | Uitslag | Uitslag | Uitclub           |
| ----------------------------- | ------- | ------- | ----------------- |
| CSKA-Qayrat FK Almatı 2       | 0-1     | 0-1     | Ertis FK Pavlodar |
| Qaysar-Hurricane FK Qızılorda | 1-1     | 1-0     | Astana FK         |

2 Qayrat FK Almatı was door politieke besluitvorming in 1998 zowel in de competitie als in de beker vervangen door CSKA Almatı, dat vanaf dan CSKA-Qayrat FK Almatı heette.

## Finale
|              |                   |            |                               |                                                                                |
| 10 juni 1998 | Ertis FK Pavlodar | 2 - 1 n.v. | Qaysar-Hurricane FK Qızılorda | Almatı Ortalıq Stadïon Toeschouwers: 3.000 Scheidsrechter: E. Şkarïn (Şımkent) |
| 10 juni 1998 | Antonov 50'; 92'  | KFF        | Ismuratov 60'                 | Almatı Ortalıq Stadïon Toeschouwers: 3.000 Scheidsrechter: E. Şkarïn (Şımkent) |